# Obturador fusible

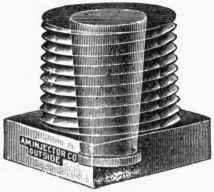
Dibujo de un obturador fusible, mostrando la forma cónica de la parte fusible.

Un obturador fusible, también llamado tapón fusible, es un accesorio basado en aleaciones de baja temperatura de fusión que limita la temperatura máxima de funcionamiento de una caldera o un circuito a presión cuando la temperatura del sistema supera el valor de diseño.
Una disposición típica de un obturador fusible es la uno obturador roscado exteriormente y una sección de paso en forma cónica. El cuerpo del obturador es de aleaciones resistentes a la temperatura (bronce, latón, bronce de cañones), mientras que la parte central está constituida por una aleación de bajo punto de fusión.

## Objeto
Un obturador fusible actúa como un elemento de seguridad pasivo. Cuando la temperatura aumenta, una parte de la obturador se funde y permite la salida del vapor de agua, liberando el exceso de presión y limitando el riesgo de explosión.

### Calderas
Las calderas son depósitos a presión que contienen el agua a hervir, que disponen de algún tipo de mecanismo para transferir el calor al agua de forma que acaba hirviendo.
Los dos métodos de transferencia del calor al agua más empleados son:
- caldera de tubos de agua – el agua es contenida o se mueve atravesando uno o varios tubos rodeados de gases calientes
  - Una variante de la caldera de tubos de agua es la "flash boiler" o caldera instantánea. Una bomba va inyectando agua a medida que se necesita. Y el agua inyectada se transforma rápidamente en vapor.

- Caldera de tubos de fuego – el agua llena parcialmente un tanque por bajo o por dentro del cual hay una cámara de combustión o un hogar con tubos de fuego por donde pasan los gases calientes
  - Las locomotoras de vapor acostumbran a ser con calderas de tubos de fuego.

### Elementos sometidos a presión y temperatura
- En las calderas de tubos de agua la presión del vapor actúa desde el interior del tubo.
- En las calderas de tubos de fuego, la presión del vapor actúa desde el exterior del tubo.

### Riesgo potencial
En función del material, los elementos de una caldera de vapor sometidos a presión y temperatura(tubos u otros), cuando las condiciones de trabajo sobrepasan los límites admisibles se produce una falla estructural, más o menos grave, que puede provocar una explosión violenta y destructiva.
La causa más frecuente de fallos es la subida de temperatura provocada por carencia de agua.

## Historia
El tapón fusible fue inventado el 1803 por Richard Trevithick a consecuencia de la explosión de una de sus calderas de vapor. Trevithick era defensor de las máquinas de vapor a (una relativa) alta presión y aquella explosión amenazaba sus proyectos. Demostró que el accidente se había producido por un maquinista negligente, que había dejado de alimentar la caldera con agua. Con el invento del tapón fusible, que no patentó (expresamente), Trevithick inició una gran campaña de propaganda para contrarrestar el miedo a las explosiones en las calderas.

## Mantenimiento
Según pruebas efectuadas en 1929 en calderas de vapor navales, un 10 % de obturadors fusibles quedaban inutilizados al cabo de seis meses de funcionamiento. Las causas de falla eran de origen químico, por formación de una capa no fusible en el propio obturador.

### Montaje
En la práctica los obturadores fusibles se montan en calderas de vapor de tubos de fuego. Varios fusibles por cada caldera. La posición de montaje es a unos tres centímetros por encima del nivel del agua mínimo de seguridad. Si el nivel del agua de la caldera baja y deja un fusible fuera del agua, este fusible se tendría que fundir y funcionar como elemento de seguridad.

#### Práctica aconsejable
Revisar los obturador fusibles con frecuencia (como mínimo cada seis meses) y sustituir el obturadors que presenten dudas de funcionamiento.

## Aplicaciones
Además del servicio tradicional en calderas de vapor, los obturadores fusibles se aplican en la conducción de gases combustibles o peligrosos a presión, en neumáticas de las ruedas de aviones, en compresores de aire industriales, en sistemas de aire acondicionado y otros.